# لاسا
لاسا هي العاصمة التقليدية للتبت وعاصمة منطقة التبت المتمتعه بالحكم الذاتي من جمهورية الصين الشعبية. تقع لاسا عند سفح جبل جيفيل.
والمدينة هي موطن لحوالي 255.000 نسمة، وعلى ارتفاع نحو 3650 متر (11975 قدم)، هي واحد من أعلى المدن في العالم.
لاسا تعنى حرفيا "مكان الآلهة"، على الرغم من أن التبتية القديمة والنقوش وثائق تثبت ان المكان الذي كان يسمى راسا، وهو ما يعني "مكان العنزة"، وحتى أوائل القرن السابع.

## توأمة
للاسا اتفاقيات توأمة مع كل من:
- بيت شيمش
- إيليستا

## أعلام
- هاري إلتون
- سونام غياتسو
- يونغشن لامو
- كيلزانغ غياتسو
- سونغتسين غامبو